# Kabinett Boris Johnson I
Das Kabinett Boris Johnson I stellte vom 24. Juli 2019 bis zum 16. Dezember 2019 die Regierung des Vereinigten Königreichs. Boris Johnson wurde nach dem Rücktritt Theresa Mays zunächst durch die Conservative Party zum Parteiführer gewählt und in der Folge durch die Königin zum Premierminister ernannt. Die Democratic Unionist Party (DUP) kündigte an, das Unterstützungsabkommen zum Erhalt der Minderheitsregierung, die auch unter Boris Johnson fortbesteht, einhalten zu wollen. Johnson ersetzte etwa die Hälfte der Mitglieder des Kabinetts May II.

## Regierungszeit
Nach Johnsons Wahl zum Parteivorsitzenden der Conservative Party erklärte die nordirische DUP die Regierung im Rahmen ihres Tolerierungsabkommens weiterhin zu unterstützen. In diesem erklärte sich die DUP bereit bei allen Abstimmungen über den Brexit, die Finanz-, Haushalts- und Sicherheitspolitik, sowie bei Misstrauensanträgen und Voten über die Queen Speech die Regierung zu unterstützen.
Sein Kabinett stützte sich daher einige Tage auf eine Mehrheit von zwei Sitzen im britischen Unterhaus. Bei einer Nachwahl zum Unterhaus im Wahlkreis Brecon and Radnorshire (Wales) am 1. August 2019 gewann die Kandidatin Jane Dodds der europafreundlichen Liberaldemokraten; seitdem betrug die Mehrheit Johnsons nur noch einen Sitz.
Am 3. September 2019 wechselte während der Unterhaus-Debatte der Abgeordnete Phillip Lee von der Fraktion der Conservative Party zu den Liberaldemokraten, seitdem besaß die Regierung Johnson bis zu den Parlamentsneuwahlen vom 12. Dezember 2019 keine rechnerische Mehrheit mehr.
Im Unterhaus scheiterten diverse Initiativen Johnsons und seines Chefberaters Dominic Cummings einen No Deal Brexit zu vollziehen, aufgrund des anhaltenden Widerstands des Speakers John Bercow und einer Allianz von Parlamentsabgeordneten quer durch alle Fraktionen, die für einen Verbleib in der EU waren. Auch den Plan, das Unterhaus entgegen der Geschäftsordnung vorzeitig zu beurlauben und so zum Ziel zu kommen, wurde durchkreuzt. Noch vor der Zwangspause des Parlaments verabschiedeten die Abgeordneten einen Gesetzentwurf, der den von Johnson angestrebten Brexit ohne Abkommen (No-Deal-Brexit) verhinderte. Eine daraufhin von Johnson beantragte bzw. zur Abstimmung gestellte, vorgezogene Neuwahl des Parlaments erreichte nicht die erforderliche Zweidrittelmehrheit und wurde damit abgelehnt.
Um die Pattsituation zu brechen, rief Johnson durch ein neues Gesetz, dass mit einfacher Mehrheit beschlossen wurde, Neuwahlen aus. Diese gewann der Premierminister triumphal, weshalb er anschließend sein neues Kabinett präsentieren konnte.

## Kabinettsmitglieder
| Zugehörigkeit |  | Konservative |

| Amt | Bild             | Person                       | Partei             | Partei             | Amtszeit           | Amtszeit          |
| --- | ---------------- | ---------------------------- | ------------------ | ------------------ | ------------------ | ----------------- |
| Premierminister Erster Lord des Schatzamtes Minister für den öffentlichen Dienst Minister für die Union                          | Boris Johnson    | Boris Johnson                |                    | Conservative Party | 24. Juli 2019      | 16. Dezember 2019 |
| First Secretary of State Außenminister                                                                                           | Dominic Raab     | Dominic Raab                 | Conservative Party | 24. Juli 2019      | 16. Dezember 2019  |                   |
| Kanzler des Herzogtums Lancaster                                                                                                 | Michael Gove     | Michael Gove                 | Conservative Party | 24. Juli 2019      | 16. Dezember 2019  |                   |
| Schatzkanzler Zweiter Lord des Schatzamtes                                                                                       | Sajid Javid      | Sajid Javid                  | Conservative Party | 24. Juli 2019      | 16. Dezember 2019  |                   |
| Innenministerin | Priti Patel      | Priti Patel                  | Conservative Party | 24. Juli 2019      | 16. Dezember 2019  |                   |
| Minister für den Austritt aus der Europäischen Union                                                                             | Stephen Barclay  | Stephen Barclay              | Conservative Party | 24. Juli 2019      | 16. Dezember 2019  |                   |
| Verteidigungsminister | Ben Wallace      | Ben Wallace                  | Conservative Party | 24. Juli 2019      | 16. Dezember 2019  |                   |
| Gesundheitsminister | Matt Hancock     | Matt Hancock                 | Conservative Party | 24. Juli 2019      | 16. Dezember 2019  |                   |
| Lordkanzler Justizminister | Robert Buckland  | Robert Buckland              | Conservative Party | 24. Juli 2019      | 16. Dezember 2019  |                   |
| Bildungsminister | Gavin Williamson | Gavin Williamson             | Conservative Party | 24. Juli 2019      | 16. Dezember 2019  |                   |
| Ministerin für internationalen Handel President of the Board of Trade                                                            | Elizabeth Truss  | Elizabeth Truss              | Conservative Party | 24. Juli 2019      | 16. Dezember 2019  |                   |
| Ministerin für Wirtschaft, Energie und Industriestrategie                                                                        | Andrea Leadsom   | Andrea Leadsom               | Conservative Party | 24. Juli 2019      | 16. Dezember 2019  |                   |
| Ministerin für Umwelt, Ernährung und ländlichen Raum                                                                             | Theresa Villiers | Theresa Villiers             | Conservative Party | 24. Juli 2019      | 16. Dezember 2019  |                   |
| Verkehrsminister | Grant Shapps     | Grant Shapps                 | Conservative Party | 24. Juli 2019      | 16. Dezember 2019  |                   |
| Minister für Wohnen, Kommunen und lokale Selbstverwaltung                                                                        | Robert Jenrick   | Robert Jenrick               | Conservative Party | 24. Juli 2019      | 16. Dezember 2019  |                   |
| Lordsiegelbewahrer Leader of the House of Lords                                                                                  | Natalie Evans    | Baroness Evans of Bowes Park | Conservative Party | 24. Juli 2019      | 16. Dezember 2019  |                   |
| Minister für Schottland | Alister Jack     | Alister Jack                 | Conservative Party | 24. Juli 2019      | 16. Dezember 2019  |                   |
| Minister für Wales | Alun Cairns      | Alun Cairns                  | Conservative Party | 24. Juli 2019      | 6. November 2019   |                   |
| Minister für Nordirland | Julian Smith     | Julian Smith                 | Conservative Party | 24. Juli 2019      | 16. Dezember 2019  |                   |
| Minister für Internationale Entwicklung                                                                                          | Alok Sharma      | Alok Sharma                  | Conservative Party | 24. Juli 2019      | 16. Dezember 2019  |                   |
| Ministerin für Kultur, Medien und Sport                                                                                          | Nicky Morgan     | Nicky Morgan                 | Conservative Party | 24. Juli 2019      | 16. Dezember 2019  |                   |
| Ministerin für Arbeit und Pensionen                                                                                              | Nicky Morgan     | Amber Rudd                   | Conservative Party | 24. Juli 2019      | 8. September 2019  |                   |
| Ministerin für Arbeit und Pensionen                                                                                              |                  | Thérèse Coffey               | Conservative Party | 8. September 2019  | 16. Dezember 2019  |                   |
| Minister ohne Geschäftsbereich Chairman der Conservative Party                                                                   | James Cleverly   | James Cleverly               | Conservative Party | 24. Juli 2019      | 16. Dezember 2019  |                   |
| Weitere Teilnehmende an Kabinettssitzungen                                                                                       |                  |                              |                    |                    |                    |                   |
| Lordpräsident des Rates Leader of the House of Commons                                                                           |                  | Jacob Rees-Mogg              |                    | Conservative Party | 24. Juli 2019      | 16. Dezember 2019 |
| Paymaster General Minister für das Cabinet Office                                                                                |                  | Oliver Dowden                | Conservative Party | 24. Juli 2019      | 16. Dezember 2019  |                   |
| Staatsminister für das Cabinet Office Staatsminister beim Ministerium für Wohnen, Kommunen und lokale Selbstverwaltung           |                  | Jake Berry                   | Conservative Party | 24. Juli 2019      | 16. Dezember 2019  |                   |
| Chefsekretär des Schatzamtes |                  | Rishi Sunak                  | Conservative Party | 24. Juli 2019      | 16. Dezember 2019  |                   |
| Chief Whip im House of Commons Parlamentarischer Sekretär im Schatzamt                                                           |                  | Mark Spencer                 | Conservative Party | 24. Juli 2019      | 16. Dezember 2019  |                   |
| Attorney General (Generalstaatsanwalt)                                                                                           |                  | Geoffrey Cox                 | Conservative Party | 24. Juli 2019      | 16. Dezember 2019  |                   |
| Staatsminister beim Innenministerium                                                                                             |                  | Brandon Lewis                | Conservative Party | 24. Juli 2019      | 16. Dezember 2019  |                   |
| Staatsministerin beim Ministerium für Wohnen, Kommunen und lokale Selbstverwaltung                                               |                  | Esther McVey                 | Conservative Party | 24. Juli 2019      | 16. Dezember 2019  |                   |
| Staatsminister für Universitäten und Wissenschaft Staatsminister beim Ministerium für Wirtschaft, Energie und Industriestrategie |                  | Jo Johnson                   | Conservative Party | 24. Juli 2019      | 19. September 2019 |                   |
| Staatsminister beim Ministerium für Wirtschaft, Energie und Industriestrategie                                                   |                  | Kwasi Kwarteng               | Conservative Party | 24. Juli 2019      | 16. Dezember 2019  |                   |